# Rotala thymoides
Rotala thymoides là một loài thực vật có hoa trong họ Lythraceae. Loài này được Exell miêu tả khoa học đầu tiên năm 1929.